# Kendall Manor
Kendall Manor es una mansión histórica ubicada en Eufaula, Alabama, Estados Unidos.

## Historia
Fue construida para el plantador James Turner Kendall. Fue diseñado por el arquitecto H. George Whipple en estilo italianizante. La construcción comenzó antes del comienzo de la Guerra de Secesión (1861-1865) y se completó en 1867. La propiedad permaneció durante décadas a la familia Kendall; en la década de 1970, pertenecía al Dr. Kendall Eppes, bisnieto de Kendall. Ha sido incluido en el Registro Nacional de Lugares Históricos desde el 14 de enero de 1972.